# توسو
توسو در استان ساگا در کشور ژاپن  واقع شده‌است  که دارای جمعیت ۶۶٬۸۴۲ نفر و مساحت ۷۱٫۷۳ کیلومتر مربع با تراکم جمعیت ۹۳۲  نفر در کیلومترمربع است و در تاریخ ۱ آوریل ۱۹۵۴ به عنوان شهر شناخته شد.